# Pereiro (Alcoutim)
Pereiro ist ein Ort und eine ehemalige Gemeinde an der Algarve im Süden Portugals.

## Geschichte
Mindestens seit dem 16. Jahrhundert war Pereiro eine eigenständige Gemeinde.
Mit der Gebietsreform 2013 wurde die Gemeinde Pereira aufgelöst und mit der Stadtgemeinde Alcoutim zur neuen Gemeinde Alcoutim e Pereiro zusammengeschlossen.

## Verwaltung
Pereiro war Sitz einer gleichnamigen Gemeinde (Freguesia) im Kreis (Concelho) von Alcoutim im Distrikt Faro. In der ehemaligen Freguesia leben 214 Einwohner auf einer Fläche von 99,65 km² (Stand 30. Juni 2011).
Folgende Ortschaften gehörten zur Gemeinde Pereiro:
| - Alcaria Cova de Baixo - Alcaria Cova de Cima - Cerro da Vinha de Baixo - Cerro da Vinha de Cima - Coito - Fonte do Zambujeiro de Cima | - Pereiro - Santa Marta - Tacões - Tesouro - Vicentes |

Im Zuge der Gebietsreform in Portugal am 29. September 2013 wurden die Freguesias Pereiro und Alcoutim zur neuen Freguesia União das Freguesias de Alcoutim e Pereiro zusammengefasst. Alcoutim wurde Sitz der Gemeinde, die ehemalige Gemeindeverwaltung in Pereiro blieb als Außenstelle und Bürgerbüro weiter bestehen.